# Maas-Rur-Stellung

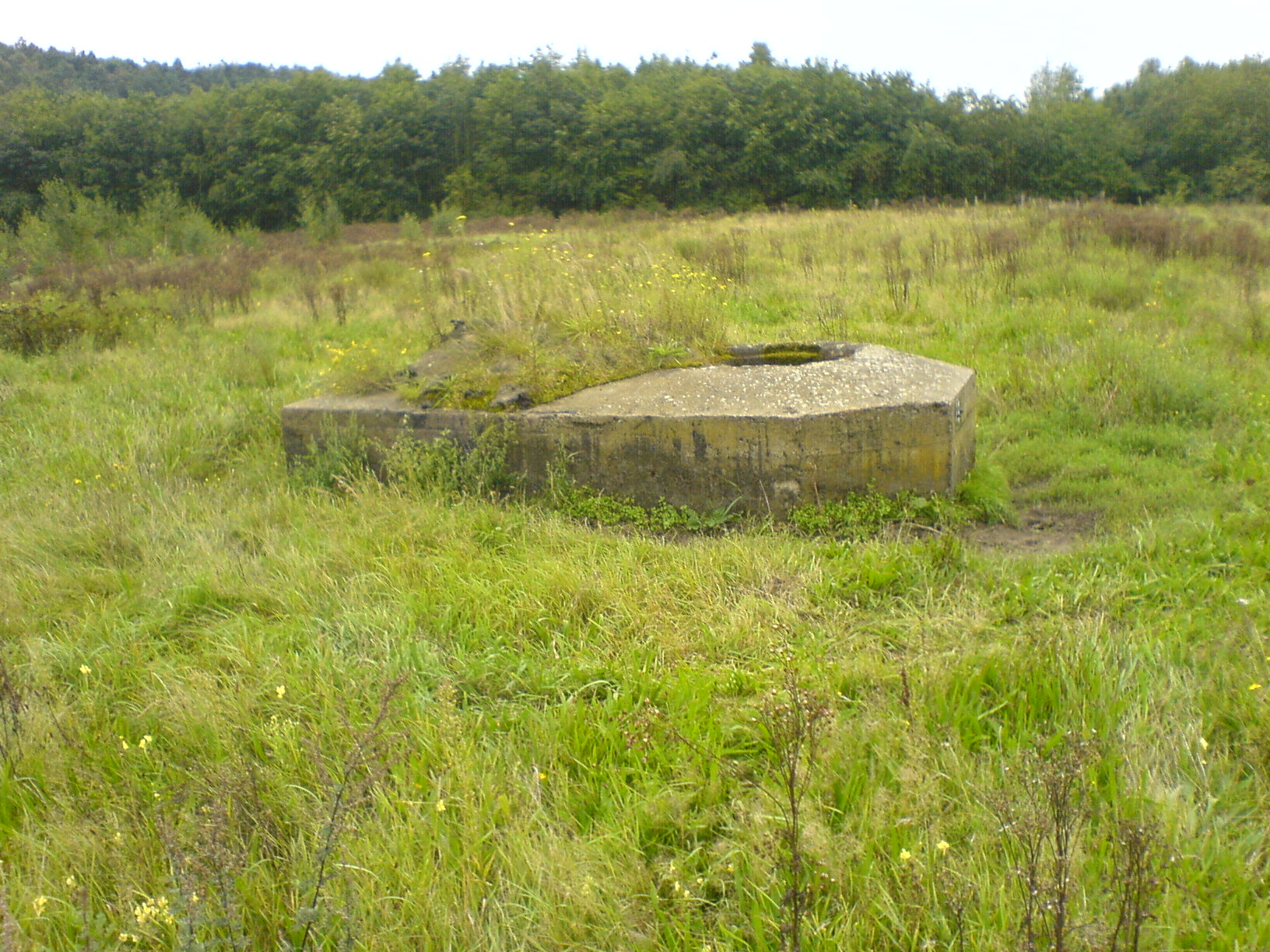
Ringstand am Prinsendijk (Reuver)

Die Maas-Rur-Stellung (vollständige Bezeichnung Maas-Rur-Steilhang-Elmpter-Wald-Stellung, Tarnname Steuben-Volker-Schenkendorf-Stellung) war eine im Herbst/Winter 1944/1945 zur Verstärkung des Westwalles erstellte feldmäßige Grabenstellung zwischen der Maas bei Venlo und der Rur bei Wassenberg. Die Stellung zeichnete sich vor allem durch die hinzugefügten Betonkleinstbunker aus (sogenannte MG-Ringstände), von denen heute noch viele erhalten sind.

## Planung
Nach der Landung der Alliierten am 6. Juni 1944 in der Normandie und dem erzwungenen Rückzug der deutschen Wehrmacht durch Frankreich, Belgien und die Niederlande in Richtung der deutschen Reichsgrenzen im Westen befahl Hitler am 24. August 1944 den „Ausbau der Weststellungen“. Hitler ordnete an, die alliierten Truppen um jeden Preis westlich des Rheins zurückzuwerfen und untersagte dem Oberbefehlshaber West den Aufbau von Verteidigungslinien östlich des Rheins.
Ab September 1944 wurde neben der Rearmierung des 1938 bis 1940 erbauten Westwalls mit den Planungen und Ausführungen unzähliger feldmäßiger, hauptsächlich als Grabenstellungen zu bezeichnenden Linien zwischen Niederrhein und Eifel begonnen.
Im Volksmund werden diese Verteidigungsanlagen und ihre noch auffindbaren Zeugnisse in ihrer Gesamtheit als Westwall bezeichnet.

## Verlauf

Panzergraben im De Meinweg

Parallel zum Ausbau der Maasstellung auf dem östlichen Maasufer wurde die Maas-Rur-Stellung als zweite Linie entlang der deutschen Grenze westlich vor den Bunkerstellungen des Westwalles ausgebaut.
Die Maas-Rur-Stellung begann im Norden an einem Punkt nördlich Venlo, etwa auf Höhe des Nordkanals bei Herongen. Von dort verlief sie östlich Venlo dem Maas-Abhang folgend über Herongerberg, die Jammerdaalsche Heide, Heide südöstlich Tegelen, entlang der deutsch-niederländischen Grenze: Prinsendijk, Brachter Wald, Diergardtscher Wald östlich Swalmen, Elmpter Wald und traf östlich Herkenbosch auf die stark ausgebauten Stellungen an der Rur. Zusätzlich wurde in diesem Bereich eine Stellung durch den Meinweg-Wald in Richtung Rosenthal sowie eine Riegelstellung von Dalheim kommend über Rosenthal und Effeld bis hin zur Rur ausgebaut.

## Geographische Gegebenheiten
Die Stellung folgt in großen Teilen dem Verlauf des in Ost-West-Richtung um etwa 5–10 Meter abfallenden Steilhanges, der in nord-südlicher Richtung das ausgedehnte eiszeitlich entstandene Maastal begrenzt (dieser Hang stellt noch heute in weiten Teilen den Verlauf der Grenze dar). Er wird in seinem Verlauf durch die Täler der Schwalm und der Rur durchbrochen. Dort führt die Stellung durch offenes, ebenerdiges Gelände. Die Linie kann in weiten Teilen als Waldstellung bezeichnet werden. Als verteidigungsgeographischer Vorteil wurde sicherlich gesehen, dass ausschließlich auf deutscher Seite die schlecht einsehbaren, unübersichtlichen, erhöhten Wälder existieren, während sich auf der vermeintlichen „Feindseite“ im Westen die gut einsehbare, landwirtschaftlich genutzte Ebene des Maastals („Maasterrassen“) bzw. Rurtals erstreckt.
Im vorgezogenen Stellungsteil südöstlich Herkenbosch verlief die Stellung auf der etwa 2–3 Meter erhöhten Geländestufe, die das Rurtal dort ausbildet.
Angesichts der absoluten Luftüberlegenheit bzw. Luftherrschaft der Alliierten gegen Ende des Zweiten Weltkrieges war Wald ein wichtiger Sichtschutz für die Verteidiger.

## Feldmäßiger Ausbau
Der Ausbau der Maas-Rur-Stellung fand im Oktober und November 1944 unter der Aufsicht des Generalkommandos Feldt bzw. den Festungspionieren (Fest. Pi.) der Wehrmacht statt. Dem Korps war zu diesem Zweck der Fest. Pi. Kommandeur XXI unterstellt. Diesem wiederum standen am Niederrhein zwei Festungspionierstäbe (Fest.Pi.Stab 12 und 27) zur Verfügung. Für die Art und Linienführung sowie die Überwachung des Ausbaues der Maas-Rur-Stellung zwischen Venlo und Vlodrop war schließlich der Fest.Pi.Stab 27 verantwortlich. Die eigentlichen Schanzarbeiten wurden im Wesentlichen vom Volksaufgebot, von dort eingesetzten Truppenteilen und von Einheiten der Organisation Todt durchgeführt.
Das Volksaufgebot bestand dabei vorwiegend aus osteuropäischen Zwangsarbeitern, aber auch aus Einwohnern umliegender deutscher und niederländischer Dörfer und Gemeinden.
In der Maas-Rur-Stellung wurden neben einem gestaffelten Schützen-/Laufgrabensystem mit MG-Nestern, Erdbunkern und einem durchlaufenden Panzergraben Beton-Kleinstanlagen des Typs 58c Ringstand erbaut. Nach dem Krieg konnten entlang der Stellung über 50 Standorte (teils auf deutscher und teils auf niederländischer Seite) lokalisiert werden.

## Kampfhandlungen
Der Stellungsbereich verlief 1944/1945 genau durch die Abschnittsgrenze der Heeresgruppen H und B. Der südliche Abschnitt an der Rur bei Wassenberg wurde durch die 176. Inf. Division besetzt, während die nördlichen Stellungsteile abwechselnd durch die 7. bzw. 8. Fallschirmjägerdivision sowie die 190. Inf. Division besetzt wurden. Nach dem Beginn der US-Operation Grenade am 23. Februar 1945 (Rur-Überquerung) räumten die deutschen Truppen das Rur-Maas-Dreieck, um einer Umfassung zu entgehen: von Südwesten rückten US-Truppen vor; von Nordwesten britische und kanadische (sie hatten die Schlacht im Reichswald gewonnen).
Die aus Südwest kommenden Truppen hatten vom 14. bis 26. Januar 1945 in der Operation Blackcock das Rur-Dreieck zwischen Heinsberg, Roermond und Sittard erobert.
Tatsächlich waren die Stellungen nicht mehr besetzt, als am 1. März die „Task Force Byrne“ des XVI. US-Corps von Arsbeck im Rücken der Stellung nach Venlo vorstieß. Hitler hatte den Rückzug kurz zuvor genehmigt.
Roermond und Venlo wurden befreit, ohne dass ein Schuss aus den Bunkern der Maas-Rur-Stellung abgegeben wurde.

## Erhaltung

Freigelegter Regelbau 58c (Tobruk) bei Elmpt

Die Maas-Rur-Stellung zeichnet sich in einigen Teilen durch ihren heute noch guten Erhaltungszustand aus. Während ähnliche Stellungen nach dem Krieg fast restlos beseitigt wurden, sind noch viele der Bunkeranlagen, Feldstellungen und Panzergräben längs der Grenze erhalten. Dies ist wahrscheinlich dem Umstand zu verdanken, dass das Grenzgebiet auf deutscher Seite vorwiegend aus geschützten Naturräumen (Naturpark Maas-Schwalm-Nette, Nationalpark De Meinweg) bzw. aus staatlichen Forsten besteht und somit infrastrukturelle Erschließungen bzw. Flurbereinigungen nach Kriegsende ausblieben. In diesem Umfeld stellen Teile der Maas-Rur-Stellung heute anschauliche Reste der letzten Phase des deutschen Stellungsbaues im Zweiten Weltkrieg dar. Aus diesem Grund wurden in den letzten Jahrzehnten einige Abschnitte und Bauwerke unter Bodendenkmalschutz gestellt. In den Niederlanden werden die erhaltenen Ringstände teilweise als Fledermausquartiere dem Naturschutz gewidmet oder ebenfalls als Denkmal ausgewiesen.
Im Juli 2007 wurde beispielsweise eine Betonanlage im Zuge des Ausbaus der Bundesautobahn 52 bei Niederkrüchten-Elmpt aufwändig geborgen und an anderer Stelle als Mahnmal wieder aufgestellt.